# Eucosma mirificana
Eucosma mirificana is een vlinder uit de familie bladrollers (Tortricidae). De wetenschappelijke naam is voor het eerst geldig gepubliceerd in 1876 door Peyerimhoff.
De soort komt voor in Europa.